# WTA Elite Trophy 2018, парний розряд
Дуань Інін і Хань Сіньюнь були чинними чемпіонками, але того року не брали участі.
Сестри Людмила і Надія Кіченок виграли титул, у фіналі перемігши пару Аояма Сюко і Лідія Морозова з рахунком 6–4, 3–6, [10–7].

## Кваліфікація
1. Міхаела Бузернеску /  Алісія Росольська (підгрупа)
2. Мію Като /  Ніномія Макото (підгрупа)
3. Людмила Кіченок /  Надія Кіченок (чемпіонки)
4. Аояма Сюко /  Лідія Морозова (фінал)
5. Цзян Сіньюй /  Ян Чжаосюань (підгрупа)
6. Тан Цяньхуей /  Сюнь Фан'їн (підгрупа)

## Сітка

### Легенда
| - Q = Кваліфаєр - WC = Вайлд-кард - LL = Щасливий лузер | - Alt = Заміна - SE = Виняток - PR = Захищений рейтинг | - w/o = Без гри - r = Зняття - d = Присуджено перемогу |

### Фінальна частина
|  | Фінал |                               |   |   |      |  |
|  |       |                               |   |   |      |  |
|  | 3     | Людмила Кіченок Надія Кіченок | 6 | 3 | [10] |  |
|  | 4     | Аояма Сюко Лідія Морозова     | 4 | 6 | [7]  |  |

### Підгрупа лілеї
|      |                                      | Бузернеску Росольська | Аояма Морозова   | Тан Сюнь         | Матчі В-П | Сети В-П  | Гейми В-П   | Положення |
| 1    | Міхаела Бузернеску Алісія Росольська |                       | 3–6, 2–6         | 6–2, 6–2         | 1–1       | 2–2 (50%) | 17–16 (52%) | 2         |
| 4    | Аояма Сюко Лідія Морозова            | 6–3, 6–2              |                  | 6–3, 3–6, [6–10] | 1–1       | 3–2 (60%) | 21–15 (58%) | 1         |
| 6/WC | Тан Цяньхуей Сюнь Фан'їн             | 2–6, 2–6              | 3–6, 6–3, [10–6] |                  | 1–1       | 2–3 (40%) | 14–21 (40%) | 3         |

### Підгрупа буганвілії
|      |                               | Като Ніномія     | Людмила Кіченок Надія Кіченок | Цзян Ян                | Матчі В-П | Сети В-П  | Гейми В-П   | Положення |
| 2    | Мію Като Ніномія Макото       |                  | 4–6, 6–1, [7–10]              | 3–6, 4–6               | 0–2       | 1–4 (20%) | 17–20 (46%) | 3         |
| 3    | Людмила Кіченок Надія Кіченок | 6–4, 1–6, [10–7] |                               | 7–6(11–9), 3–6, [11–9] | 2–0       | 4–2 (67%) | 19–22 (46%) | 1         |
| 5/WC | Цзян Сіньюй Ян Чжаосюань      | 6–3, 6–4         | 6–7(9–11), 6–3, [9–11]        |                        | 1–1       | 3–2 (60%) | 24–18 (57%) | 2         |